# تارغوس (شركة)
تارغوس هي شركة خاصة تختص بملحقات الحوسبة المحمولة تقوم بتصميم وتصنيع وبيع حقائب الكمبيوتر المحمول والكمبيوتر اللوحي وملحقات الكمبيوتر مثل الفئران ولوحات المفاتيح. أصدرت تارغوس أول حقيبة كمبيوتر محمول في العالم في عام 1983.
توظف تارغوس ما يقرب من 500 شخص على مستوى العالم. ميكيل ويليامز هو الرئيس التنفيذي ورئيس مجلس الإدارة.

## نظرة عامة
تأسست تارغوس عام 1983 بواسطة نيل بروسي كوب في بارنز، لندن، بعد أن أخترعت أول حقيبة كمبيوتر شخصية في العالم وحصلت على توجيهات من IBM و ICL لتأسيس مجموعة تارغوس. في عام 1986، أطلقت تارغوس أول حقيبة كمبيوتر محمول لها، T3100L، مع طلب 250 وحدة من توشيبا.
في عام 1995، أصبحت تارغوس معروفة باسم مجموعة تارغوس الدولية ولديها مكاتب في الولايات المتحدة وكندا وهونغ كونغ وتايبيه وأستراليا والعديد من المكاتب الأخرى في جميع أنحاء أوروبا.
افتتحت تارغوس مقرها الجديد في أنهايم، كاليفورنيا في عام 2000. وفي 2004، انضمت إلى سوق بلوتوث، وطوّرت نظام حماية الهواء سيڤ بورت.
في أوائل عام 2005، انضمت تارغوس إلى سوق الأجهزة المحمولة مع مجموعة من ملحقات آيبود. منذ عام 2015، أصبحت تارغوس شريكًا لشركة سامسونغ وجوجل.

## روابط خارجية
- "Patents: Targus". Targus US (بالإنجليزية). Archived from the original on 2020-12-07. Retrieved 2020-09-01.